# 운디드니 학살
운디드니 학살 (Wounded Knee Massacre) 또는 운디드 니 전투(Battle of Wounded Knee)는, 1890년 12월 29일, 사우스다코타주 운디드 니 크릭 근처의 라코타 족 파인 릿지 인디언 보호구역 운디드니 언덕에서 미군에 의해 자행된 인디언 대학살 사건이다. 1890년 12월 29일, 기관총 등으로 무장하고 있던 제7기병대 500여명은 수족을 무장해제하던 중 한 명의 수족 용사가 칼을 놓지 않는다는 이유로 총격을 가해 여성과 어린이를 포함 200명 이상의 수족을 죽이는 대량 학살을 감행했다. 이 사건은 미군과 인디언 사이의 마지막 전투로 기록되고 있다.
이 학살이 벌어진 지역은 현재 국립역사지표구로 지정해 놓고 있다.

## 발단
19세기 말, 인디언들은 백인에 의해 생활 환경을 파괴당하고 절망에 빠져 있었다. 그런 가운데, 파이우트 족의 워보카를 지도자로 한 고스트 댄스가 서부 인디언들 사이에 폭발적으로 유행했다. 고스트 댄스는 유령 춤을 추는 것으로, 인디언들의 자유 세상과 함께 버팔로들이 초원에 돌아온다는 종말적 신앙이었다. 수족 밑에서 주술사 킥킹 베어는 "이러한 믿음에 따라 주어지는 ‘유령 셔츠’를 입고 전투에 나가면 백인들의 총탄을 맞아도 총알이 관통하지 않고 멀쩡하다"는 교리를 내세웠다. 백인들은 이 선동으로 인디언들이 반항적이 된다며 철저히 탄압했다.

## 갤러리

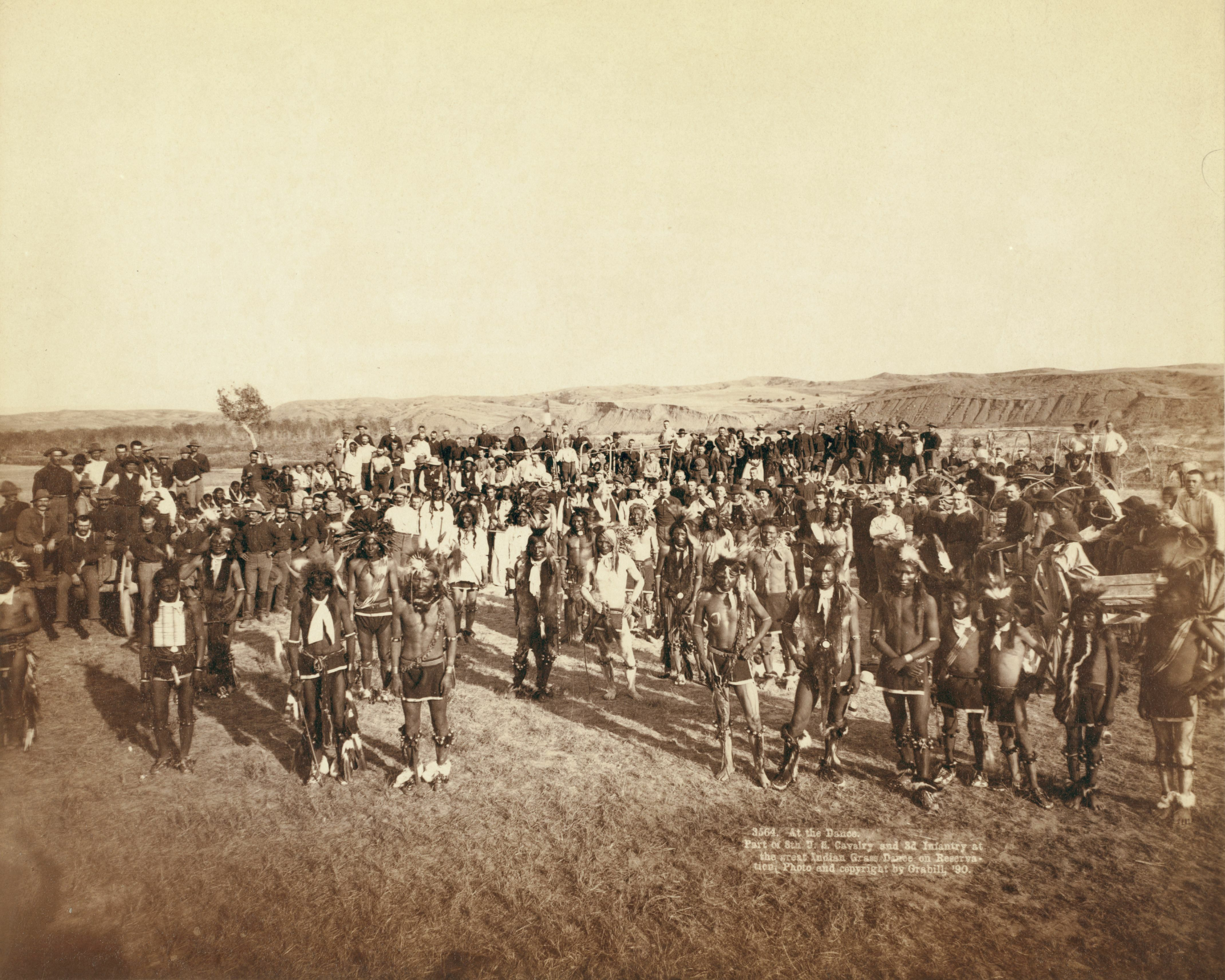
체예니 강에서의 미니콘쥬 라코타 댄스, 사우스 다코다, 1890년 8월 9일
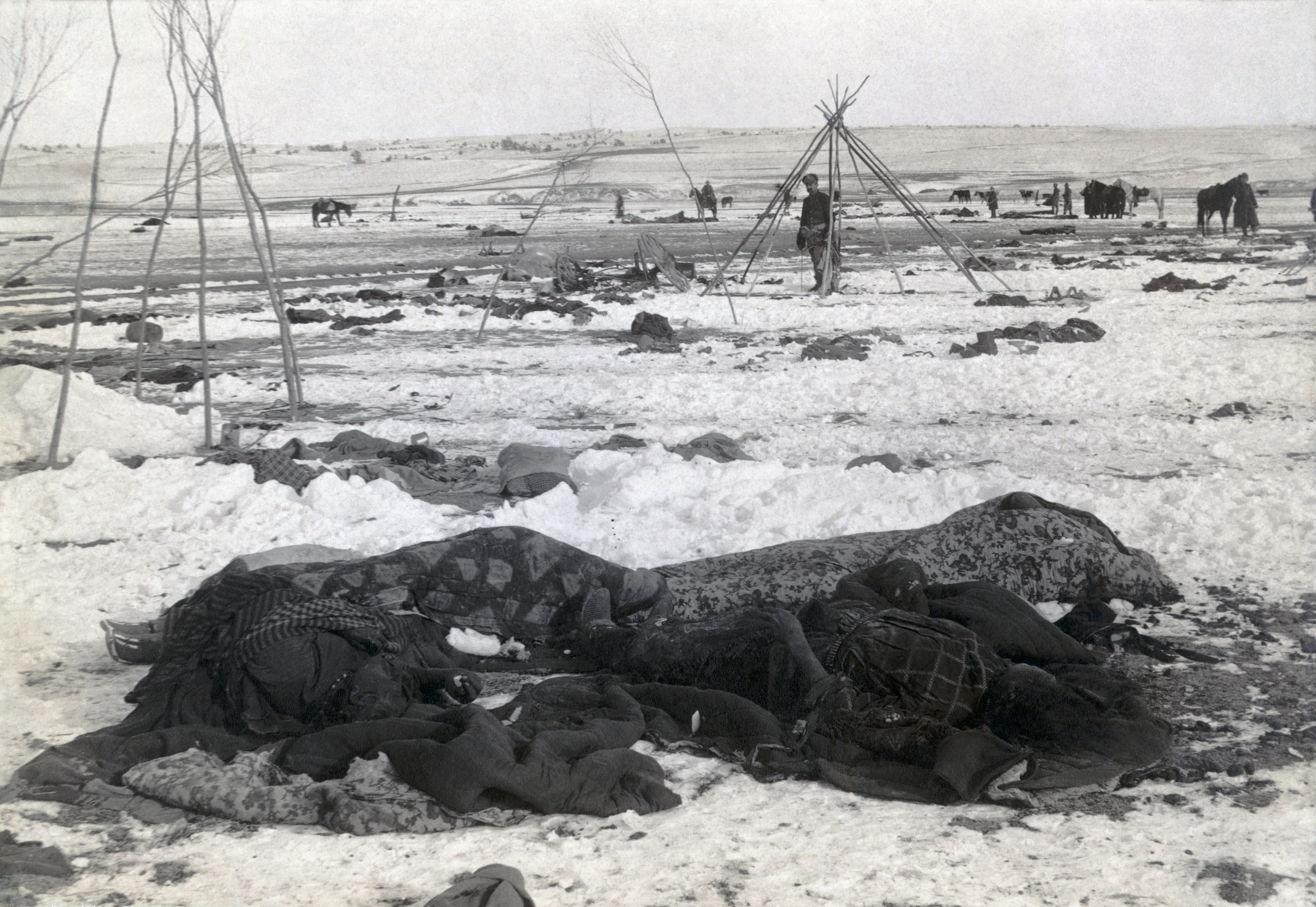
사건 사흘 후의 장면, 전장에 여러 구의 시신 중 일부가 담요에 싸여있다.
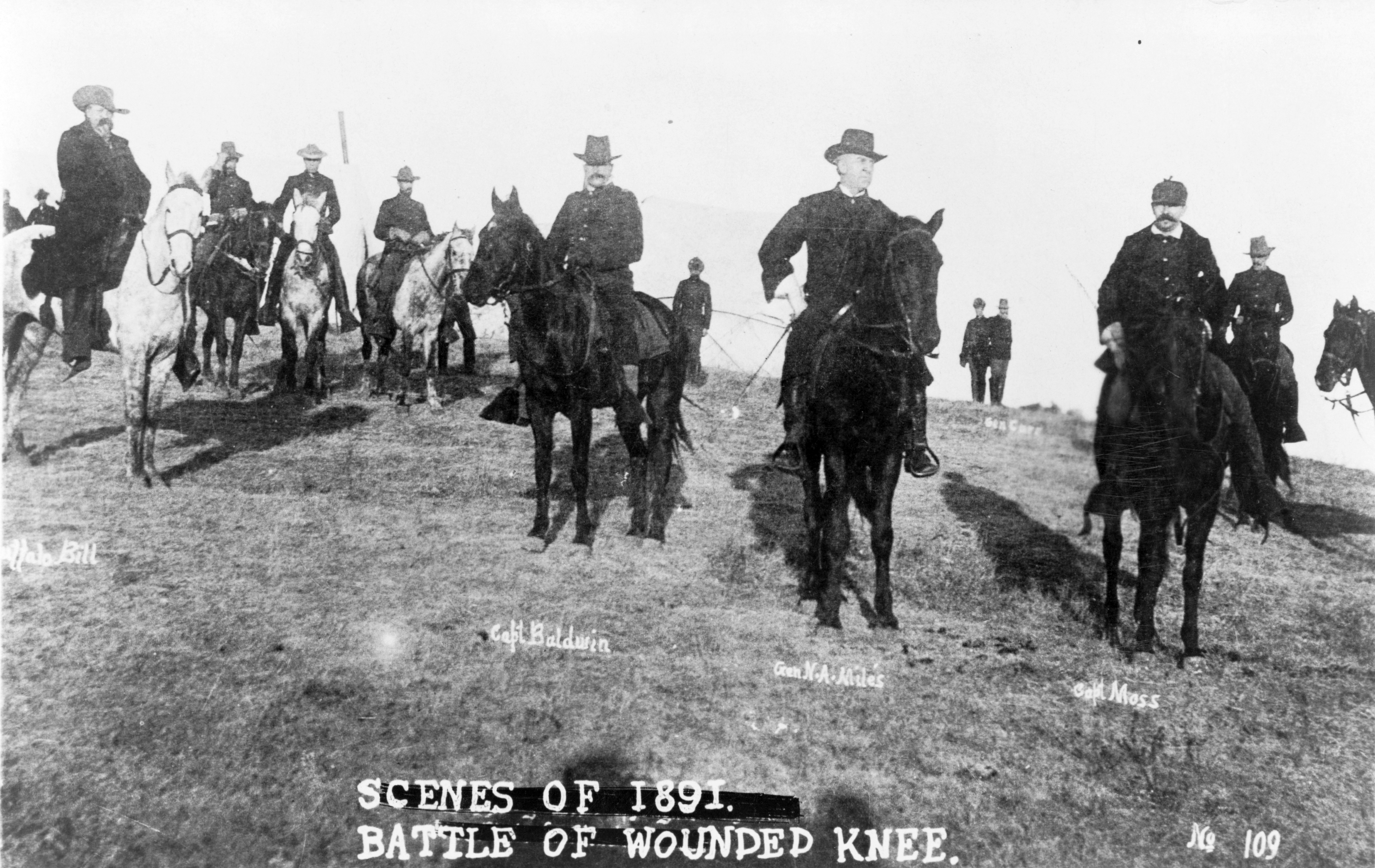
운디드니 전장에서 말을 탄 버팔로 빌 대위, 볼드윈 장군, 넬슨 A. 마일즈 대위, 모스와 기타 인물들
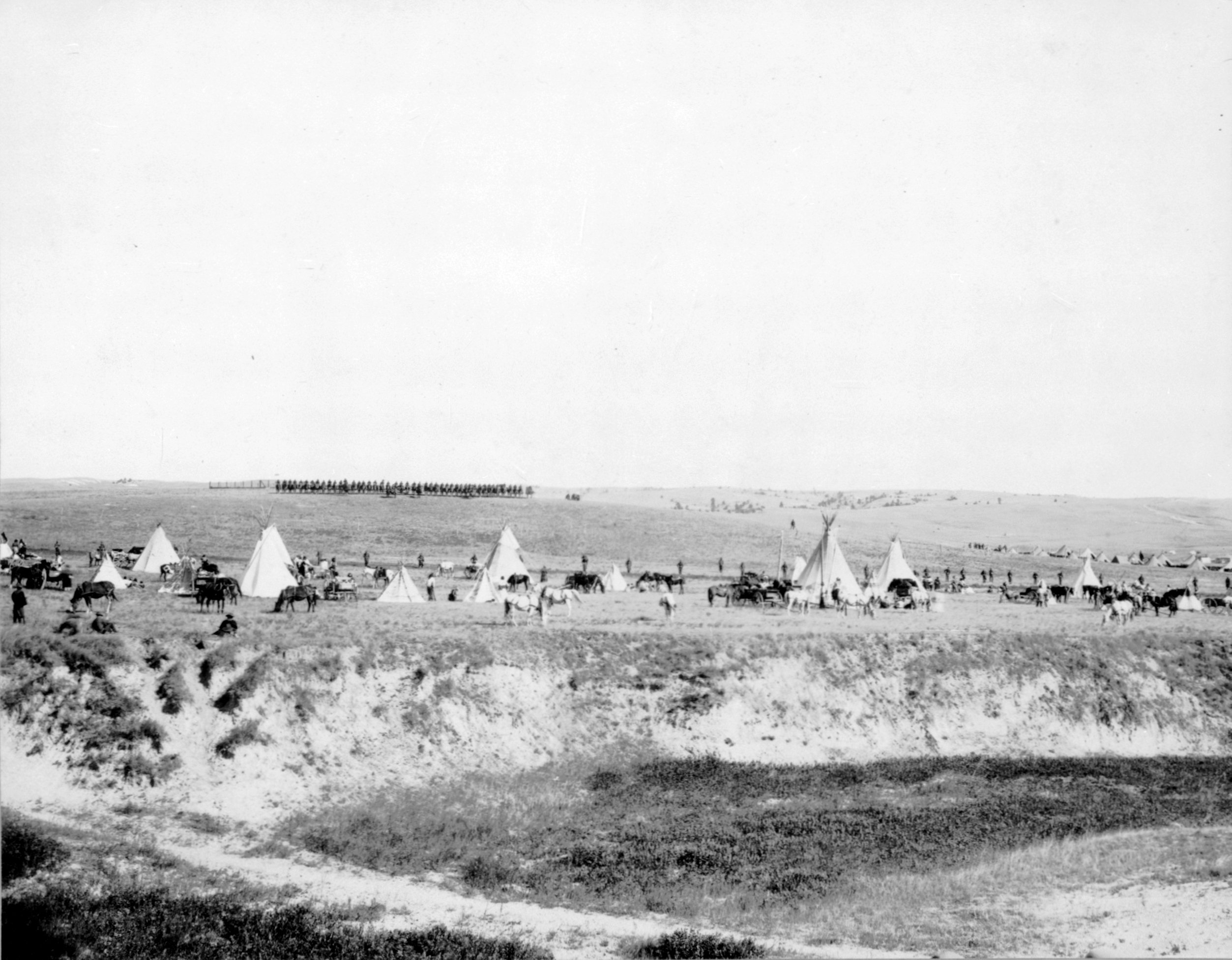
운디드 니에서 라코타를 포위한 미군 부대 재현 (1913).
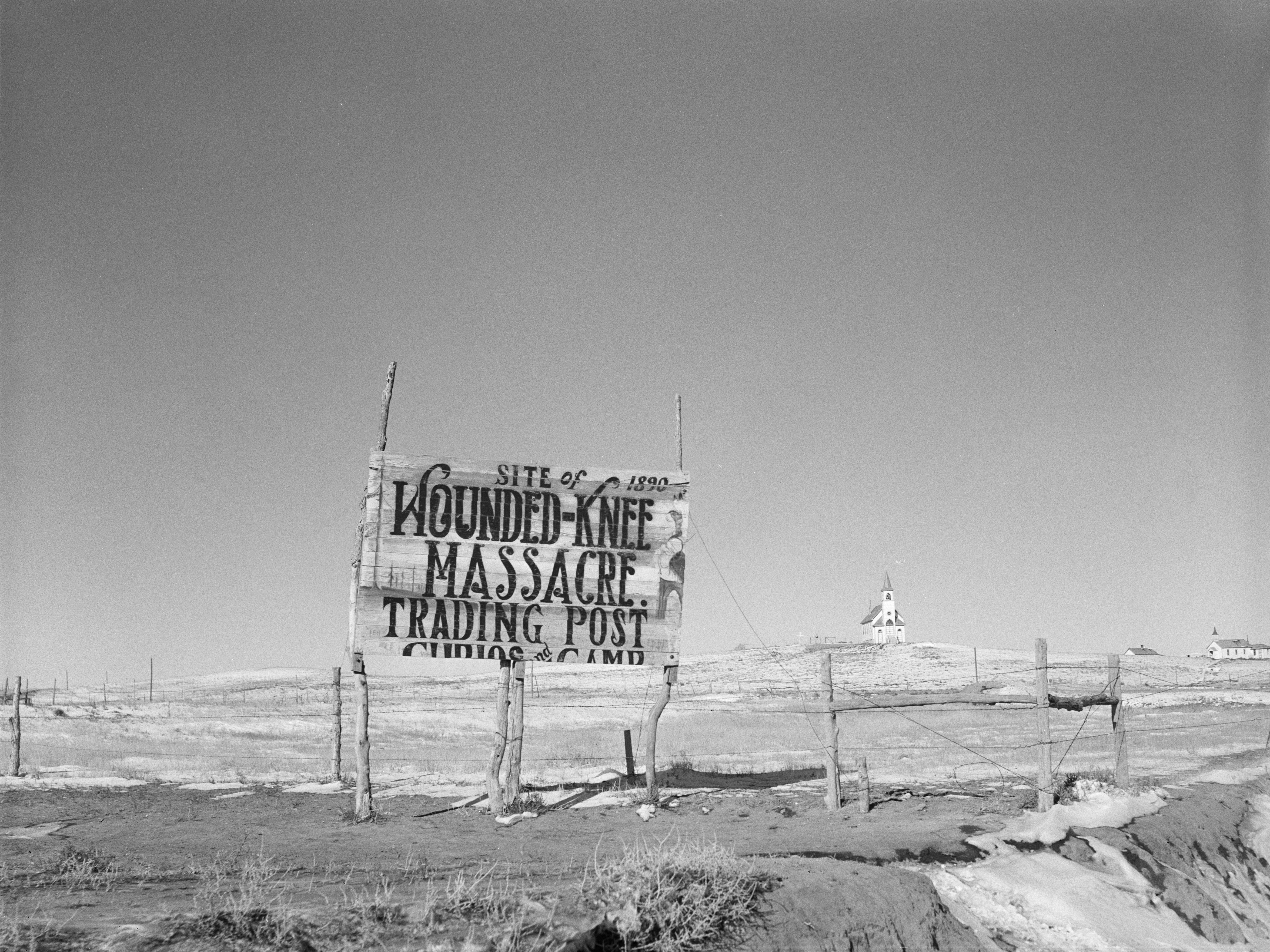
운디드 니, 1940
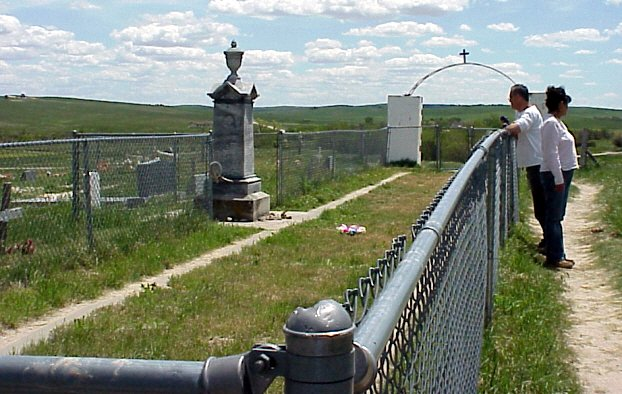
운디드 니 묘지, 2003
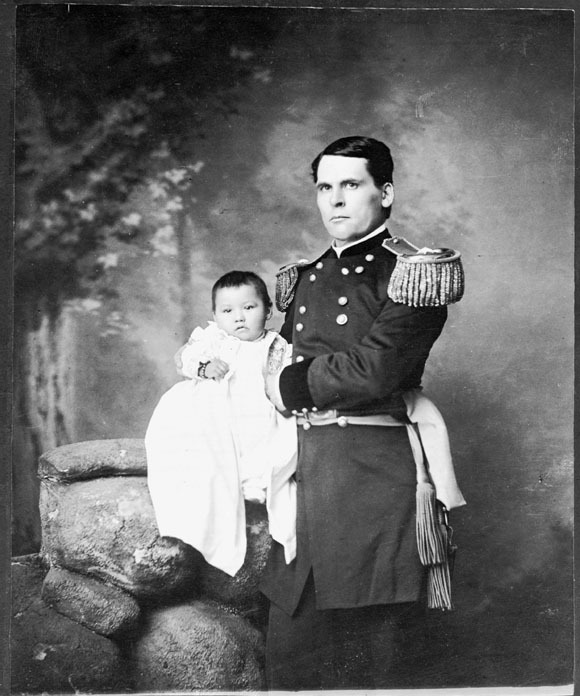
킨트잘라 누비(잃어버린 작은 새)를 안고 있는 L. W. 콜비 장군, 운디드 니 전장에서 발견되었다
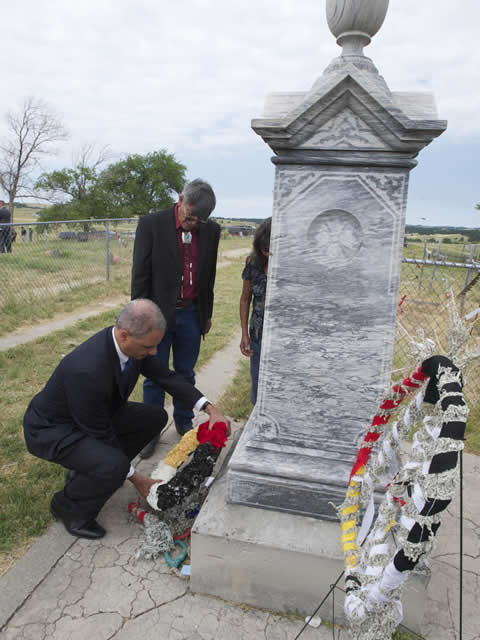
운디드 니 기념비에 화환을 놓고 있는 미국 변호사 협회장

## 같이 보기
- 미국 인디언 전쟁